# ベン・エドワーズ
ベン・エドワーズ（Ben Edwards、1985年2月17日 - ）は、オーストラリアの男性キックボクサー。ニューサウスウェールズ州シドニー出身。ブルドッグジム所属。元ISKAオリエンタル世界スーパーヘビー級王者。
体つきはだぶついており、特に腹回りの贅肉が多い。しかしながら、荒削りだがアグレッシブなファイトスタイルが特徴。パンチでのKO率が非常に高いハードパンチャー。
インタビューのたびに憧れの選手としてジェロム・レ・バンナを挙げている。

## 来歴
2010年7月10日に行われたK-1 OCEANIA GPではトーナメント3試合を全て1RKO勝利し、優勝を果たした。また、K-1におけるトーナメント最短優勝記録を塗り替えた（合計時間3分26秒）。
2010年10月2日、K-1 WORLD GP 2010 IN SEOUL FINAL16でアリスター・オーフレイムと対戦し、1Rに3度のダウンを奪われKO負けとなった。

## 戦績

### キックボクシング
| キックボクシング 戦績 | キックボクシング 戦績 | キックボクシング 戦績 | キックボクシング 戦績 | キックボクシング 戦績 | キックボクシング 戦績 | キックボクシング 戦績 |
| --------------------- | --------------------- | --------------------- | --------------------- | --------------------- | --------------------- | --------------------- |
| 41 試合               | (T)KO                 | 判定                  | その他                | 引き分け              | 無効試合              |                       |
| 32 勝                 | 30                    |                       |                       | 0                     | 0                     |                       |
| 9 敗                  | 3                     |                       |                       | 0                     | 0                     |                       |

| 勝敗 | 対戦相手                 | 試合結果                          | 大会名                                                                                            | 開催年月日     |
| ○    | ラウル・カティナス       | 2R 2:25 KO（左フック）            | K-1 RISING 2012 WORLD GP FINAL 16 【1回戦】                                                       | 2012年10月14日 |
| ×    | アリスター・オーフレイム | 1R 2:08 KO（パンチ連打）          | K-1 WORLD GP 2010 IN SEOUL FINAL16 【1回戦】                                                      | 2010年10月2日  |
| ○    | ポール・スロウィンスキー | 1R 1:24 KO（右フック）            | K-1 OCEANIA GP 2010 Australia Canberra 【決勝戦】                                                 | 2010年7月10日  |
| ○    | タファ・ミシパティ       | 1R 1:03 KO（右フック）            | K-1 OCEANIA GP 2010 Australia Canberra 【準決勝】                                                 | 2010年7月10日  |
| ○    | ファイサル・ザカリア     | 1R 1:24 KO（右フック）            | K-1 OCEANIA GP 2010 Australia Canberra 【1回戦】                                                  | 2010年7月10日  |
| ○    | ミック・シェイバート     | 1R 0:30 TKO（レフェリーストップ） | Marrara International Stadium                                                                     | 2010年4月1日   |
| ○    | ソー・フープマン         | 1R KO                             | Capital Punishment 【ISKAオリエンタル世界スーパーヘビー級タイトルマッチ】                         | 2010年2月20日  |
| ×    | ポール・スロウィンスキー | 3R KO（ローキック）               | Evolution 18                                                                                      | 2009年10月9日  |
| ○    | アンドリューペック       | 1R 2:24 KO（レフェリーストップ）  | World Domination II, Rydges Lakeside Hotel 【ISKAオリエンタル世界スーパーヘビー級タイトルマッチ】 | 2009年8月29日  |
| ○    | リック・チーク           | 1R 1:39 KO（右クロス）            | World Domination 【ISKAオリエンタル世界スーパーヘビー級タイトルマッチ】                           | 2009年4月4日   |
| ○    | ミック・シェイバート     | 2R KO（左フック）                 | 不明 【ISKA南太平洋スーパーヘビー級タイトルマッチ】                                               | 2008年11月     |
| ×    | ノブ・ハヤシ             | 3R終了 判定                       | Titans                                                                                            | 2008年4月20日  |
| ○    | ラマザン・ラマザノフ     | 2R TKO（左フック）                | Xplosion 18 Super Fights                                                                          | 2008年3月29日  |
| ○    | ダスコ・バスラック       | 2R KO                             | 不明                                                                                              | 2007年12月     |
| ×    | ジェイソン・サティー     | 3R終了 判定                       | Philip Lam Promotions                                                                             | 2007年3月3日   |
| ×    | ピーター・サンプソン     | 3R終了 判定                       | K-1 Kings of Oceania 2006 Round 1                                                                 | 2006年6月24日  |
| ○    | エリック・ノーサ         | 2R KO                             | N&J promotion presents "Men at War" 【オーストラリア・スーパーヘビー級タイトルマッチ】            | 2006年11月11日 |
| ×    | ジェイ・ヒッピー         | 3R終了 判定0-2                    | K-1 WORLD GP 2006 IN AUCKLAND 【リザーブファイト】                                                | 2006年3月5日   |
| ×    | ポール・スロウィンスキー | 2R KO                             | K-1 Kings of Oceania 2005 Round 3                                                                 | 2005年12月10日 |

### ボクシング
| 戦           | 日付          | 勝敗 | 時間 | 内容 | 対戦相手     | 国籍           | 備考       |
| ------------ | ------------- | ---- | ---- | ---- | ------------ | -------------- | ---------- |
| 2            | 2009年7月23日 | 勝利 | 1R   | TKO  | Sam Leuii    | オーストラリア | -          |
| 1            | 2007年4月13日 | 勝利 | 1R   | TKO  | John Hopoate | オーストラリア | デビュー戦 |
| テンプレート |               |      |      |      |              |                |            |

## 獲得タイトル
- オーストラリア・スーパーヘビー級王座
- ISKA南太平洋スーパーヘビー級王座
- ISKAオリエンタル世界スーパーヘビー級王座
- K-1 OCEANIA GP 2010 Australia Canberra 優勝（2010年）